# Long An
Long An é uma província do Vietnã.